# (18175) Jenniferchoy
(18175) Jenniferchoy (2000 QB15) – planetoida z pasa głównego asteroid okrążająca Słońce w ciągu 4,93 lat w średniej odległości 2,9 j.a. Odkryta 24 sierpnia 2000 roku.